# متحف الشندغة
متحف الشندغة(بالإنجليزية: Shindagha Museum)‏: يُعد متحف الشندغة من أهم الوجهات السياحية في الإمارات العربية المتحدة، حيث يقع هذا المتحف في إمارة دُبي بالقرب من خُور دُبي؛ فيصنف هذا المتحف من ضمن المتاحف التراثية ذات الطابع العالمي، حيث تم إنشاء هذا المتحف ضمن مبادرة أٌقيمت من أجل تحويل الخور إلى منطقة إقليمية للثقافة والتراث، حيث يتيح لك فرصة إكتشاف التراث الذي سوف يعرفك على ثقافة الإمارات العربية المتحدة الحقيقية وأصولها من جهة وعلى الروابط الوثيقة بين تراث دبي والتراث الإقليمي والدولي من جهة أخرى.
يعرض متحف الشندغة التراث الثقافي الغني لدبي والتقاليد والعادات والثقافة، يهدف المتحف ليس فقط للاحتفال بفخر الإماراتيين لماضيهم ولكن أيضًا لتعليم الزوار التاريخ والثقافة، حيث يحتوي المتحف على مئات الأدلة على تطور دولة الإمارات العربية المتحدة، ويتكون في الوقت الحاضر من 21 منزلاً تقدم برامج تعليمية مبتكرة للأطفال والطلاب والعائلات والمجموعات الخاصة، ويمكن للزوار من خلال المعارض والمنشآت الحديثة والأجهزة التفاعلية التعرف على الجوانب الثقافية في دولة الإمارات العربية المتحدة، ويشار بالذكر بأن أحد المنازل داخل المتحف يعتبر المقر الملكي لصاحب السمو الشيخ سعيد بن مكتوم آل مكتوم حاكم دبي السابق من 1912-1958، والباقي ابراج مراقبة ومساكن ومساجد، ومن جانب آخر، يوجد فريق محترف ودود من المرشدين متعددي اللغات الذي يلعب دور كبيرفي جذب الزوار من مختلف الأعمار والجنسيات إلى المتحف.

## الرسالة والرؤية
تم إنشاء متحف الشندغة لكي يكون ملتقى للمهتمين بالثقافة والحضارة الإماراتية؛ فهو يستهدف بشكل أساسي الأشخاص الذين يسعون إلى اكتساب فهم أعمق لتفاصيل الثقافة الإماراتية، حيث تم إنشاؤه ليكون مركزًا غنيًا بالمعلومات الثقافية وممتعًا للتفاعل والتفاهم البشري ليقوم على تقديم رسالته الخاصة للأجيال القادمة.
يركز المتحف على اقتناء التراث الثقافي الإماراتي والحفاظ عليه والبحث فيه وتجسيده من خلال المعارض والعروض التقديمية لشعب الإمارات العربية المتحدة وزوارها، كما يلتزم المتحف بتقديم برامج تعليمية نوعية للأشخاص الذين يرغبون في معرفة المزيد والتمعن أكثر في الجوانب العلمية والتاريخية، ومن حيث الحفاظ على التراث، يشمل ذلك أيضًا المباني التراثية الرائعة في مناطق دبي التاريخية.
يعزز المتحف العلاقة بين شعب الإمارات والضيوف من جميع أنحاء العالم من خلال التاريخ الغني والفريد لإمارة دبي وشعبها. في إطار رؤية ترى الماضي على أنه أصل الحاضر ونذير المستقبل.

## أقسام المتحف
يحتوي المتحف على عدة أقسام يمكن تلخصيها كما يلي:

### قسم الإستقبال
يعتبر قسم الإستقبال أول قسم في المتحف؛ فهو نقطة البدأ ويقع هذا القسم في مدخل المتحف، حيث يقوم هذا القسم على تزويدك بخريطة المتحف ويمكنك من خلاله الإستفسار عن جميع المعلومات التي تتعلق بجميع الأنشطة والبرامج والجولات السياحية المتاحة داخل المتحف.

### بيت أسرة آل مكتوم
يعتبر قسم بيت آل مكتوم من اهم الأقسام داخل المتحف التي تعطيك فرصة إكتشاف تاريخ هذه الأسرة العريقة وحكّام قادة القرن التاسع عشر وما صدر عنهم من قرارات، بالإضافة إلى القدرة على معرفة الأحداث التاريخية المهمة المرتبطة بهم. يوضح لك هذا البيت كيف تمكّنت أسرة آل مكتوم في تلك الحقبة التاريخية أن تقوم على قيادة إمارة دبي نحو الازدهاروالتطور الذي يعود بشكل رئيسي إلى النزعة العمليّة لقادتها وانفتاحهم على العصرالحديث.

### بيت القيم الاجتماعية
يعتبر قسم بيت القيم الاجتماعية البوابة الرئيسية التي تقوم على إعطاء نظرة على المعاني الإنسانية والاجتماعية المهمة التي يزدهر بها التراث الإماراتي الإسلامي، وكيف أحاطت بجميع جوانب وإتجاهات حياة الإنسان ونشاطه وهو يرعى أسرته ويقوم بأعماله المختلفة.
سوف يقوم هذا البيت بشكل رئيسي على تعريف زواره على مبادئ الإسلام السمحة وعلى فضل الديانة الإسلامية وتأثريها الكبير على جميع مجالات حياتنا، ومن جانب آخر، سوف يقوم هذا البيت على أخذك إلى رحلة تتعرف بها على سبل عيش أبناء دبي في النص الاول من القرن العشرين.

### بيت العطور
يعتبر هذا القسم من أهم الأقسام داخل المتحف؛ حيث سوف تتعرف من خلاله على الأساليب التقليدية التي تم إستخدامها في صناعة الزيوت والعطور القديمة.

### بيت الطب الشعبي
سوف تتعرف في هذا القسم عل مجموعة من أساليب الطب الشعبي الاماراتي الذي استُخدم في فترة ما قبل الطب التقليدي في دبي؛ سوف تتعرف على تاريخ هذا الطب الذي إعتمد بشكل رئيسي على إستخدام مجموعة من الاعشاب المختلفة والغنية مثل الزعفران، اليانسون، جوز الطيب، الليمون والزنجبيل.
سوف تأخذ فكرة أيضا عن أساليب العلاج القديمة التي إنتشرت في الماضي، وما هي الأساليب التي قام على إتباعها الناس القدامى في سبيل الحفاظ على صحتهم، وذلك من خلال إستخدام الطين وأوراق الشجر لإستخدام مواد لتنظيف أجسادهم، والفحم لصنع مواد لتنظيف الأسنان، وكيف كانوا يقومون على ممارسة العلاج الطبيعي والحجامة في ذلك الوقت.

### جناح الأطفال
يقوم هذا القسم على تقديم خدمات وأساليب خاصة للأطفال وذلك من أجل إصال المعلومات التاريخية للاطفال بطريقة سلسة ومفهومة.

### مركز الأداء الفولكلوري
وهي عبارة عن مساحة داخل المتحف؛ متعددة الإستخدام يتم من خلالها عرض مجموعة من العروض التي تعكس التراث المحلي للزائرين.

### مركز مواريث
يقدم المركز للزوار جوانب إضافية لعرض مجموعة من الحرف اليدوية، ومن جانب آخر، يوفر للطلاب المهتمين الفرصة لحضور فصول ودورات منظمة رسميًا مع التركيز بشكل خاص على المهارات الحرفية التقليدية ويتم تنظيمه بالشراكة مع دبي للثقافة.

## معرض الصور

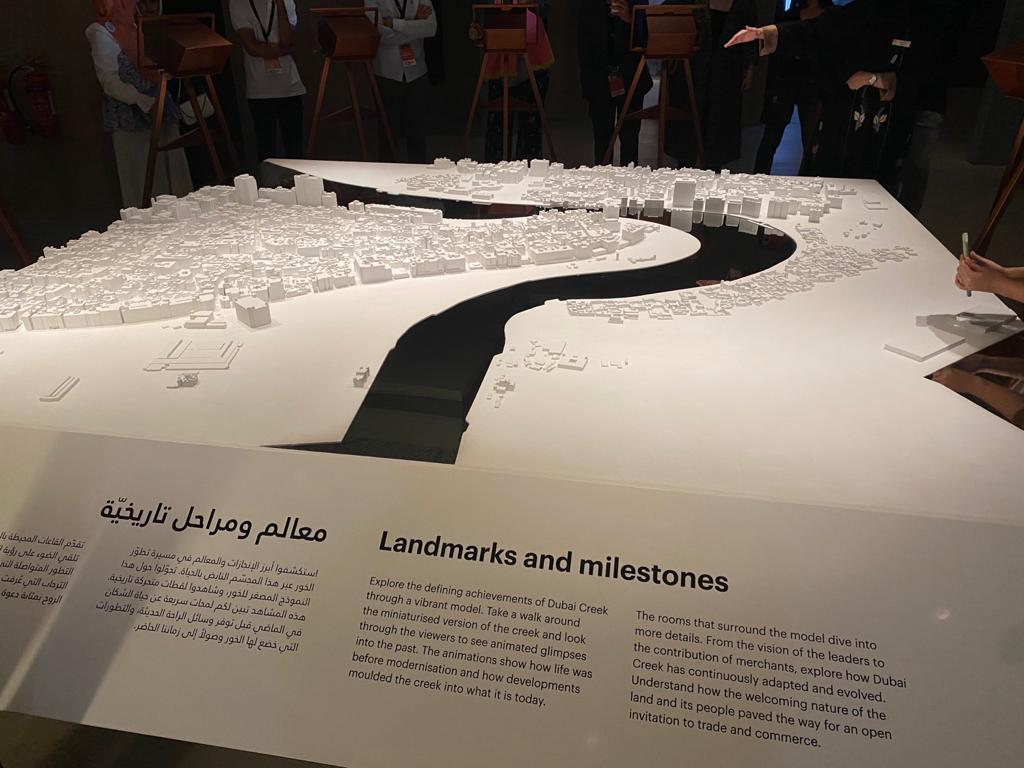
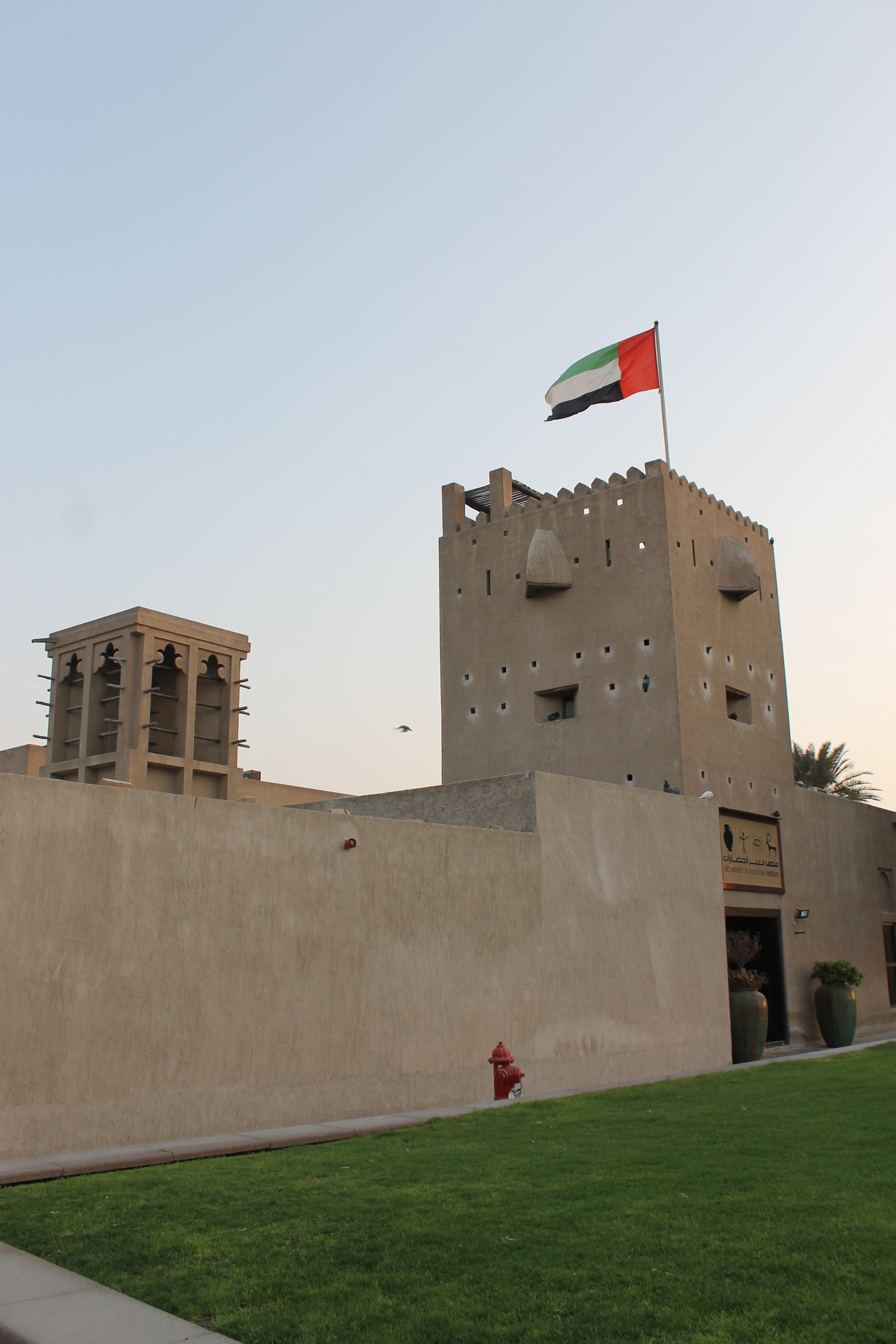
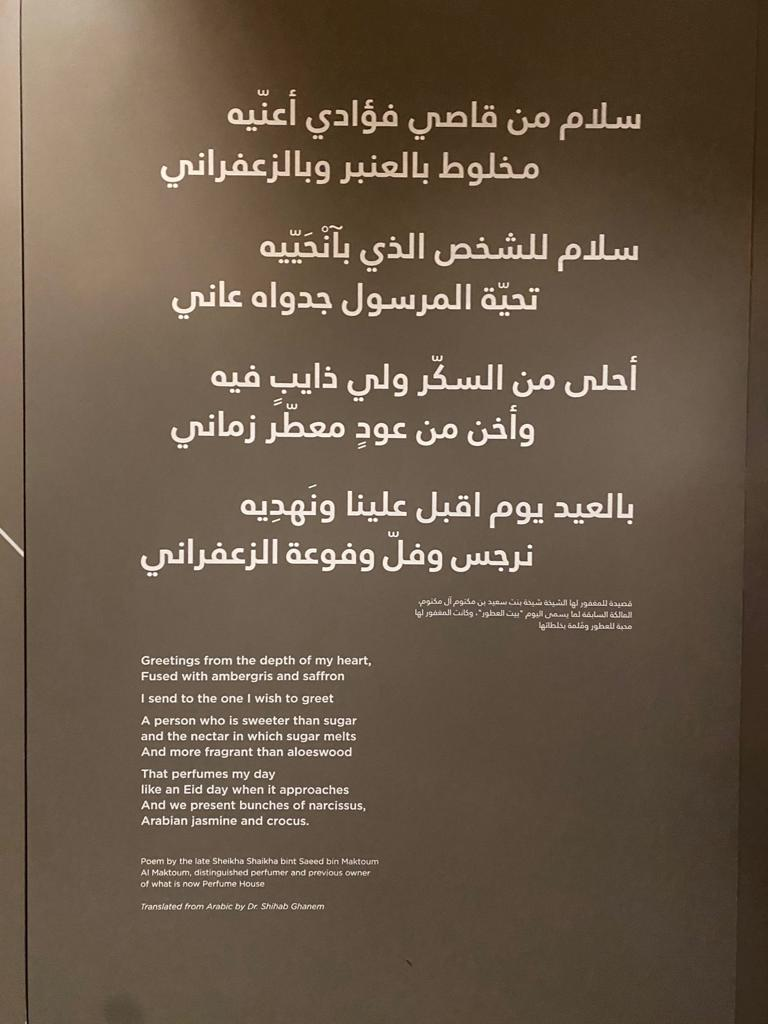